# Operation Banquet
1941

Versenkung der Force Z 
1942

C –
Ironclad 
1944

Diplomat –
Cockpit –
Transom –
Councillor –
Pedal –
Crimson –
Banquet –
Light –
Millet –
Outflank –

ab 22. Nov. als British Pacific Fleet Robson 
1945

Lentil –
Meridian –
Suffice –
Stacey –
Transport –
Onboard –
Penzance –
Passbook –
Sunfish –
Bishop –
Dukedom –
Mitre –
Irregular –
Balsam –
Bedlam Green –
Collie –
Livery –
Jurist –
Tiderace

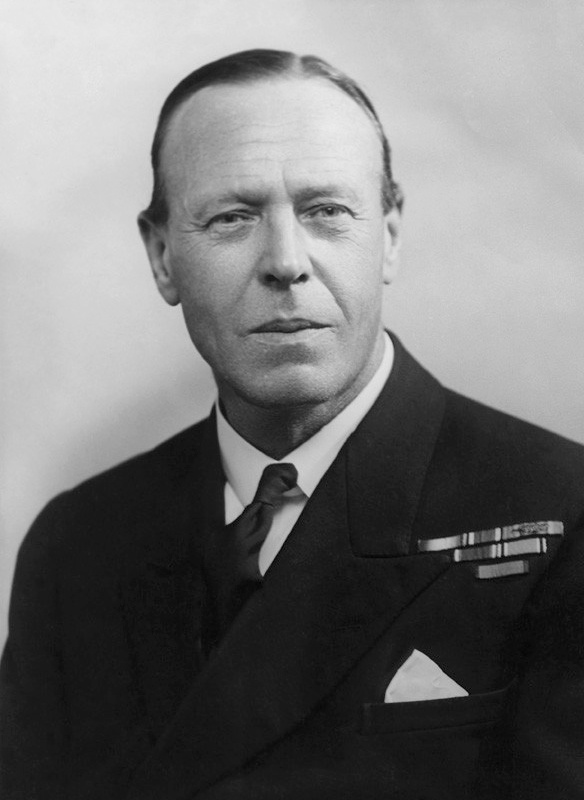
Clement Moody

Die Operation Banquet war ein Luftangriff britischer trägergestützter Flugzeuge auf Padang im japanisch besetzten West-Sumatra im Pazifikkrieg während des Zweiten Weltkriegs.

## Planung
Kurz nachdem das Kommando der Eastern Fleet von Admiral Somerville an Admiral Fraser übergeben worden war, plante Konteradmiral Moody die Operation mit dem Hauptziel Padang und den Zementwerken in Indaroeng, sowie den Hafeninstallationen in Emmahaven. Die trägergestützten Flugzeuge sollten zudem am 23. August 1944 Luft- und Seerettungsschutz für die Operation Boomerang des XX. Bomberkommandos der Twentieth Air Force von Generalmajor Curtis E. LeMay auf japanische Ziele auf Sumatra bereitstellen.
Die Task Force 64 bildeten die Flugzeugträger Victorious und Indomitable sowie das Schlachtschiff Howe, zwei Kreuzer und fünf Zerstörer.
An Bord der Indomitable befanden sich die 1836. und die 1839. Naval Air Squadron mit jeweils 14 Hellcats, sowie die 815. und 817. Naval Air Squadron mit je 14 Barracudas.
Die Victorious hatte Corsair Kampfflugzeuge und Torpedobomber an Bord.

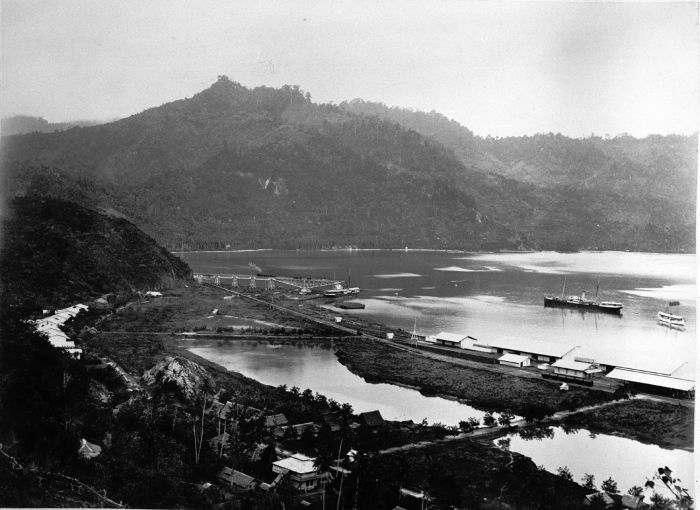
Emmahaven

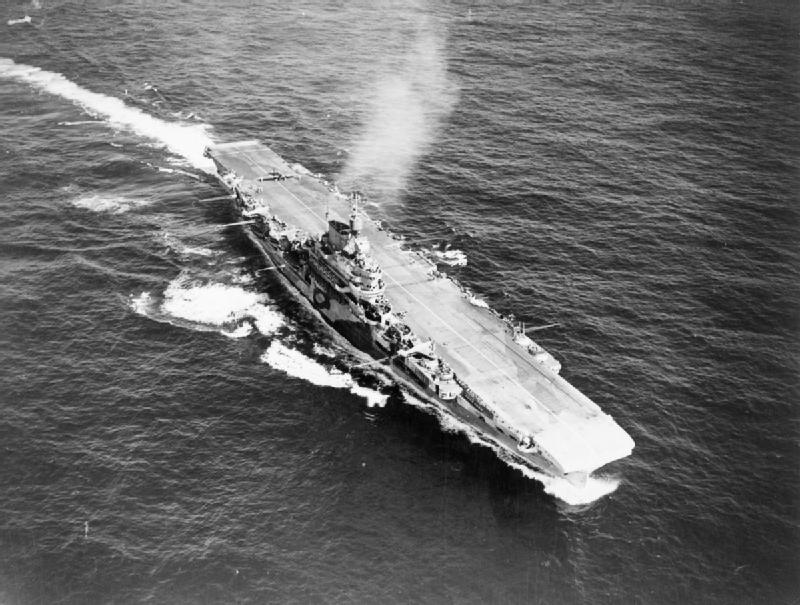
Der britische Flugzeugträger Indomitable im Indischen Ozean

## Angriff
Die Startposition für den Angriff wurde um 5:50 Uhr am Morgen des 24. August bei optimalen Wetterbedingungen erreicht. Von den beiden Flugzeugträgern hoben in der ersten Welle 20 Barracudas ab, die von 19 Corsairs der Victorious begleitet wurden. Die zweite Welle startete um 7:10 Uhr mit neun Barracudas von der Indomitable und drei von der Victorious, sowie 12 begleitende Corsairs von der Victorious. Die Barracudas trugen jeweils eine 500 lb Bombe.
Die Flugzeuge konnten in Emmahaven und in Padang keine feindlichen Kriegsschiffe entdecken und alle Lagerhäuser sahen geschlossen aus. Auch bei den Verladekränen war keinerlei Aktivität festzustellen. Dies war auch schon im April von einem niederländischen U-Boot gemeldet worden, was dem britischen Führungsstab aber unbekannt war.
Ohne jegliche japanische Gegenwehr aus der Luft und bei nur geringen Bodenabwehrfeuer konnten die Bomber ihre Ziele mit großer Präzision anfliegen. Dennoch wurde eine Corsair von den Japanern abgeschossen.
Ein Ziel der Operation konnte durch die geringe Gegenwehr nicht erreicht werden; das vorgesehene Training der eher unerfahrenen, jungen Piloten in der Kampfpraxis durchzuführen. Jedoch gab es einen anderen Erfolg, denn zum ersten Mal flog in einer britischen Staffel eine Hellcat-Aufklärungseinheit mit, die exzellente Fotos während des Angriffs schoss.
Bei den britischen Angriffen wurden neben den Schäden an den Hafeneinrichtungen und am Zementwerk der Frachter Shiretoko Maru versenkt sowie die Frachter Senko Maru und Chisho Maru beschädigt.